# Fiat 500 (2007)
Fiat 500 (Фіат 500) — передньопривідний тридверний міський автомобіль або автомобіль «малого» класу італійського автовиробника Fiat. Є новітньою дизайновою реплікою моделі 50-річної давності, що свого часу була успішною на авторинку та стала культовою — Fiat 500. Це така ж історична автомобільна ретро-реплікація як і моделі, що трохи раніше з'явилися на ринку New Beetle (концерну Volkswagen) та MINI (BMW).
З 2009 року на базі основної моделі випускається дводверний кабріолет з м'яким дахом Fiat 500 C.

## Загальна інформація

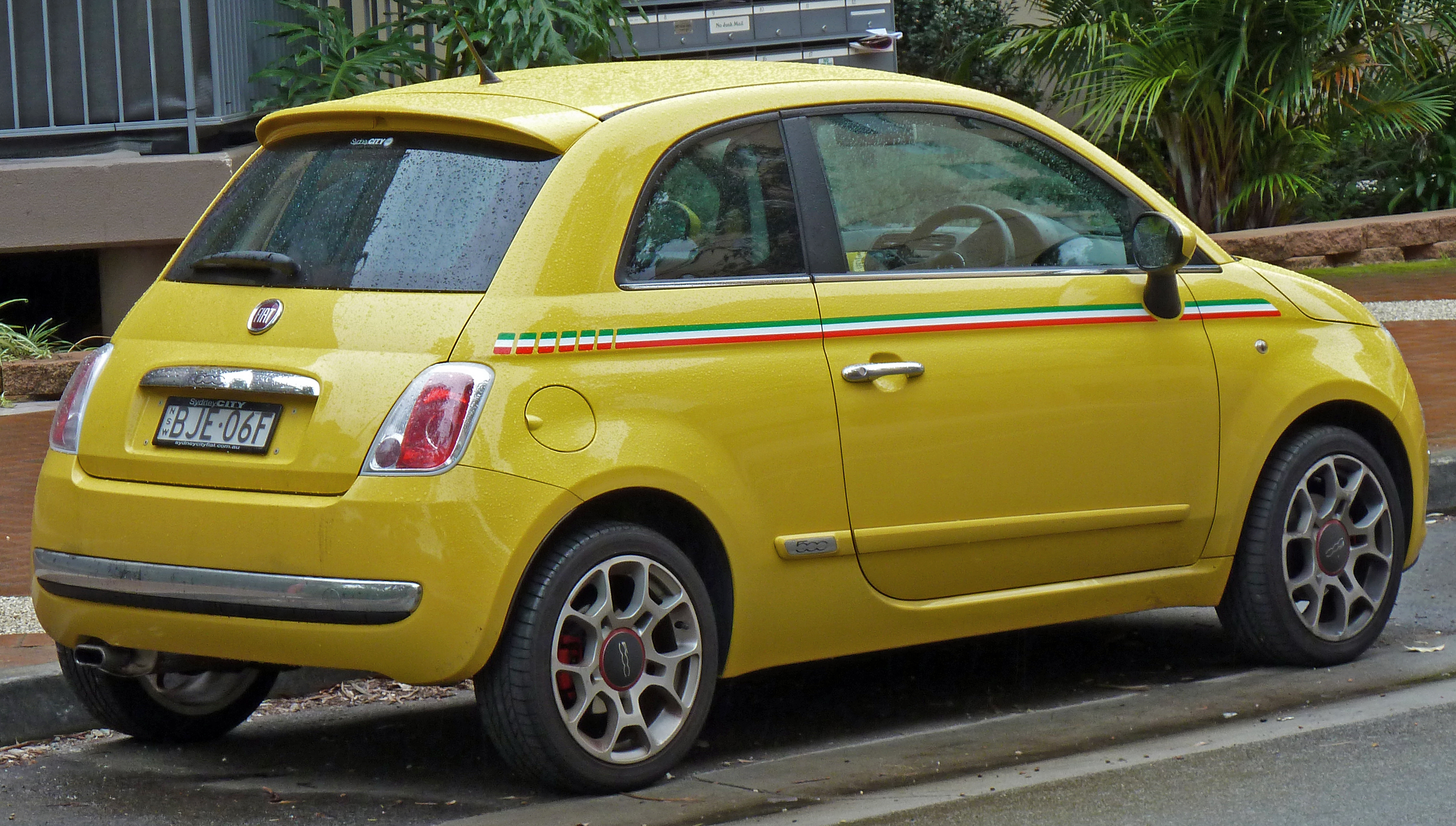
Fiat 500

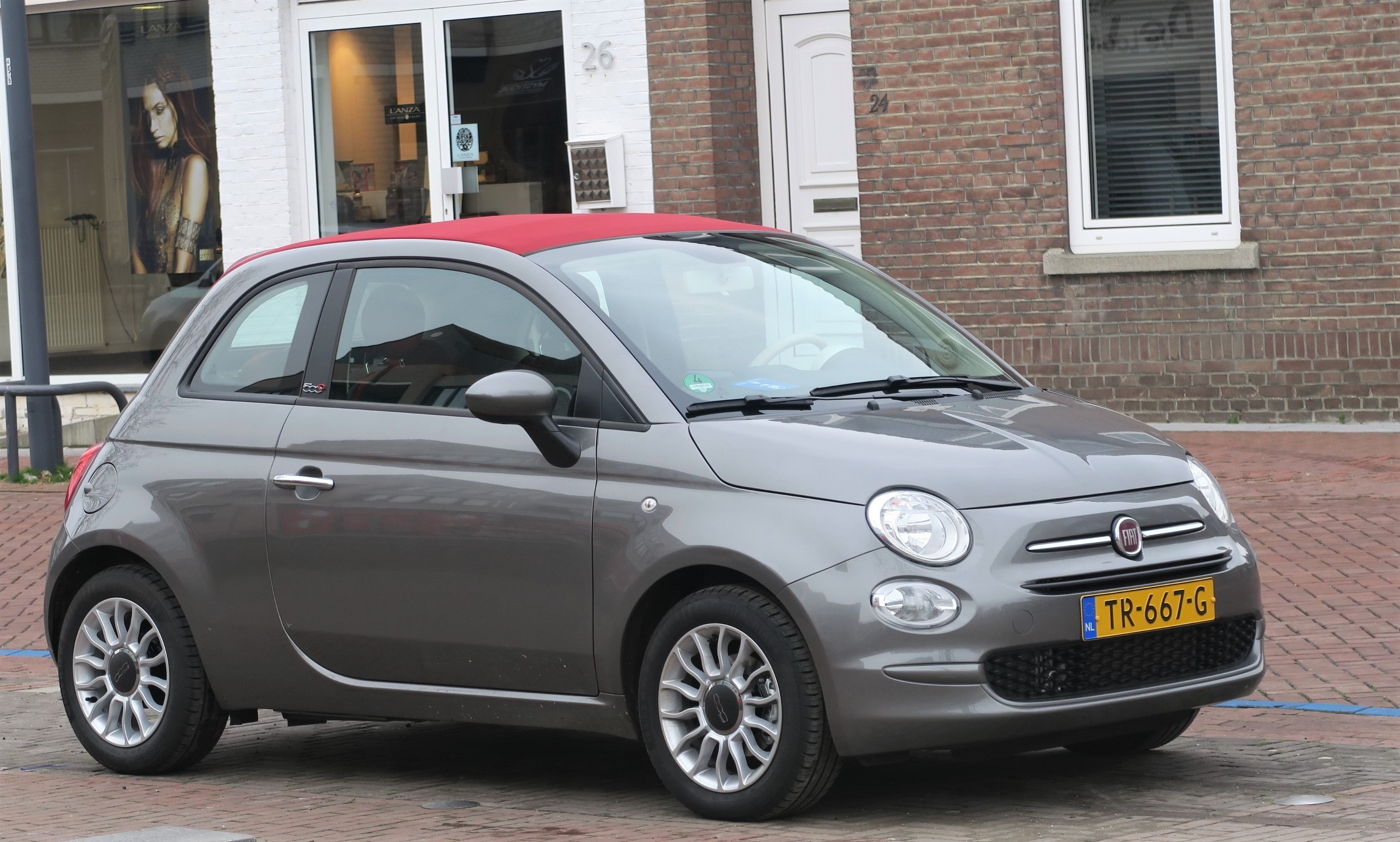
Fiat 500 (з 2015)

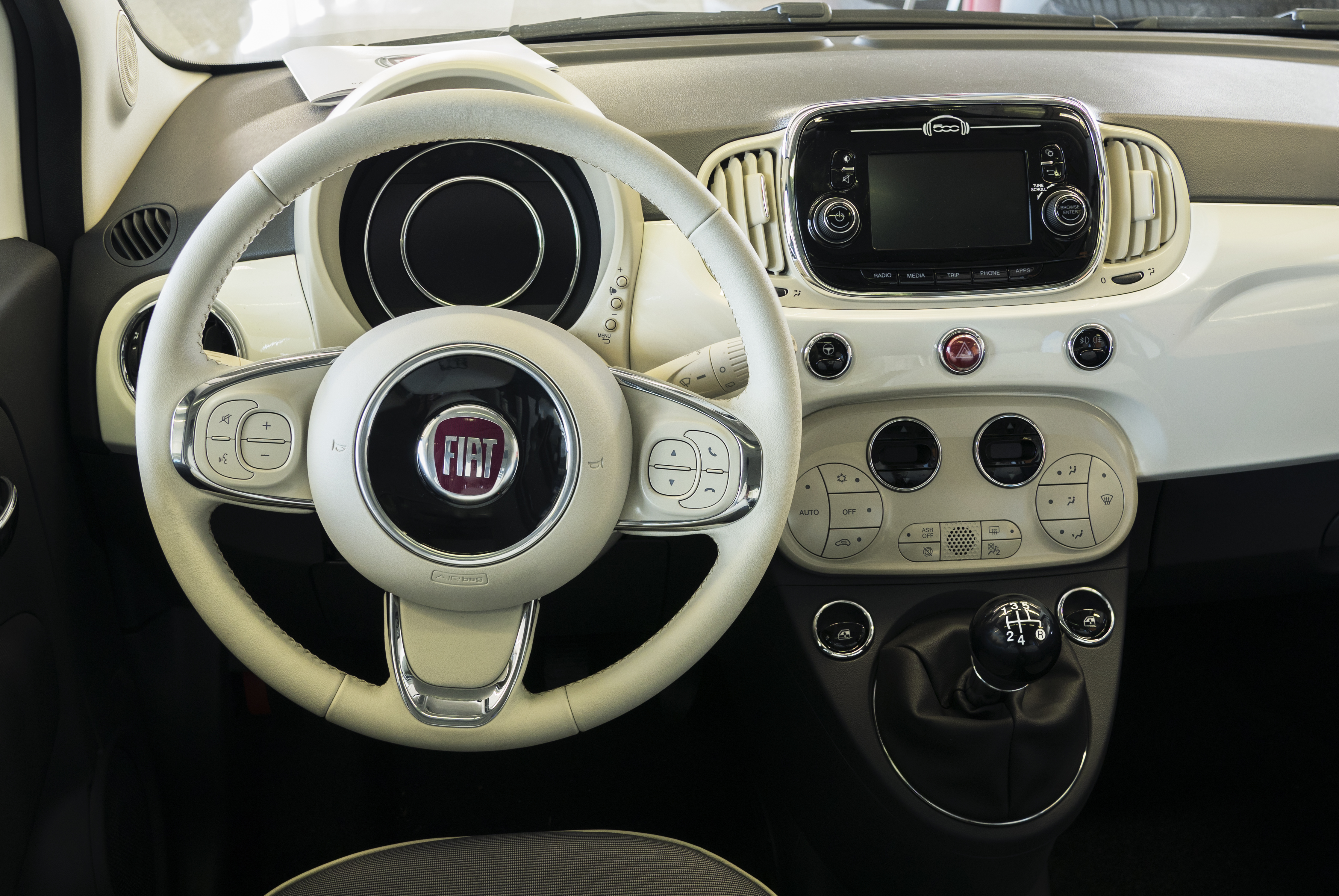
Салон

Модель вперше представлено 4 липня 2007 року на автошоу в Турині. В наш час[коли?] автомобіль виробляється в місті Тихи, Польща, разом з Fiat Panda і Ford Ka другого покоління, використовуючи ту ж платформу.
19 листопада 2007 року Fiat 500 був обраний Європейським автомобілем 2008 року, випередивши Mazda 2 та Ford Mondeo.
Fiat 500 помітно більше у всіх вимірах свого попередника 1957 року. Хронологічно в ряду моделей Fiat малого класу вважається прямим спадкоємцем Fiat Seicento. Платформа та багато з вузлів і деталей в моделі «500» взято в моделі Fiat Panda. Компановка та пропорції салону з відносно великими вікнами, прямою посадкою водія та зручним оглядом, традиційно відносить цю модель на авторинку до ряду «авто для жінок».
Спортивна тюнінгова компанія Abarth & C. S.p.A, що є дочірньою фірмою концерну FIAT, випустила власну модифікацію Fiat 500 Abarth з моторизацією в 135 кінських сил, котра номінально є власною моделлю, що замість емблеми Fiat має на капоті логотип від Abarth.
В липні 2015 року представили оновлену модель.
До 2016 року, Fiat 500 випустив нову комплектацію Easy, яка краще обладнана та більш сучасна, ніж базова Pop, разом з тим, утримує низьку стартову ціну. Автомобіль наразі обладнаний новою системою UConnect 5.0  із 5-дюймовим сенсорним екраном, Bluetooth та інтегрованими голосовими командами. 

## Двигун та трансмісія
Для Fiat 500 запропоновані бензинові двигуни серії Fire 1.2 70 к.с. і 1.4 16v 100 к.с., а також турбодизель 1.3 Multijet 16v, потужністю 75 к.с. Найпотужніший двигун серед тих що пропонуються, бензиновий 1.4 Fire 16v, компонується з 6-ступінчастою КПП. Інші версії Fiat 500 стандартно оснащуються 5-ступінчастими механічними коробками передач. Важіль управління КПП розташований на центральній консолі.
Для бензинових версій також пропонується як опція роботизована АКПП Dualogic, що працює як в автоматичному, так і в ручному режимах. При цьому перемикати передачі можна як важелем, так і підрульовими пелюстками.
| Технічні характеристики  | Технічні характеристики | Технічні характеристики | Технічні характеристики | Технічні характеристики | Технічні характеристики   | Технічні характеристики | Технічні характеристики | Технічні характеристики     | Технічні характеристики   | Технічні характеристики |
| Модель                   | Циліндри                | Клапани                 | Об'єм см³               | Потужність при об/хв    | Крутний момент при об/хв  | 0–100 км/год            | Максимальна швидкість   | Витрати пального (л/100 км) | Викиди CO2                | Роки виробництва        |
| Бензинові                | Бензинові               | Бензинові               | Бензинові               | Бензинові               | Бензинові                 | Бензинові               | Бензинові               | Бензинові                   | Бензинові                 | Бензинові               |
| ------------------------ | ----------------------- | ----------------------- | ----------------------- | ----------------------- | ------------------------- | ----------------------- | ----------------------- | --------------------------- | ------------------------- | ----------------------- |
| 0.9 TwinAir              | 2                       | 8                       | 875                     | 63 kW (85 к.с.)/5500    | 145 Нм/1900               | 11,0 с                  | 173 км/год              | 4,0 S                       | 95 г/км                   | з 10/2010               |
| 0.9 TwinAir erdgas Turbo | 2                       | 8                       | 875                     | 63 kW (85 PS)/5500      | 145 Nm/1900               | 11,0 s                  | 173 km/h                | 5,1 S                       | 95 g/km (Erdgas: 80 g/km) | з 06/2011               |
| 0.9 TwinAir Turbo        | 2                       | 8                       | 875                     | 77 kW (105 PS)/3750     | 145 Nm/2000               | 10,0 s                  | 188 km/h                | 4,2 S                       | 99 g/km                   | з 12/2013               |
| 1.2 8V                   | 4                       | 8                       | 1242                    | 51 kW (69 PS)/5500      | 102 Nm/3000               | 12,9 s                  | 160 km/h                | 5,1 S                       | 119 g/km                  | з 09/2007               |
| 1.4 16V                  | 4                       | 16                      | 1368                    | 74 kW (101 PS)/6000     | 131 Nm/4250               | 10,5 s                  | 182 km/h                | 5,6–6,3 S                   | 130–149 g/km              | 09/2007–12/2013         |
| Abarth 500               | 4                       | 16                      | 1368                    | 99 kW (135 PS)/5500     | 180 Nm/4500 (206 Nm/3000) | 7,9 s                   | 205 km/h                | 6,5                         | 155 g/km                  | з 08/2008               |
| Abarth 500C              | 4                       | 16                      | 1368                    | 99 kW (140 PS)/5500     | 180 Nm/4500 (206 Nm/2000) | 8,1 s                   | 205 km/h                | 6,5                         | 151 g/km                  | з 06/2010               |
| Abarth Esseesse          | 4                       | 16                      | 1368                    | 118 kW (160 PS)/5750    | 206 Nm/3000 (230 Nm/3000) | 7,4 s                   | 211 km/h                | 6,5                         | 155 g/km                  | з 01/2009               |
| Abarth 595               | 4                       | 16                      | 1368                    | 118 kW (160 PS)/5750    | 206 Nm/3000 (230 Nm/3000) | 7,4 s                   | 211 km/h                | 6,5                         | 155 g/km                  | з 07/2012               |
| Abarth 695               | 4                       | 16                      | 1368                    | 132 kW (180 PS)/5750    | 230 (250) Nm/3300         | 6,9 s                   | 225 km/h                | 6,5                         | 151 g/km                  | з 10/2010               |
| Дизельні                 |                         |                         |                         |                         |                           |                         |                         |                             |                           |                         |
| 1.3 JTD Multijet 16V     | 4                       | 16                      | 1248                    | 55 kW (75 PS)/4000      | 145 Nm/1500               | 12,5 s                  | 165 km/h                | 4,2 D                       | 111 g/km                  | 09/2007–09/2010         |
| 1.3 Multijet 16V DPF     | 4                       | 16                      | 1248                    | 70 kW (95 PS)/4000      | 200 Nm/1500               | 10,7 s                  | 180 km/h                | 3,9 D                       | 102 g/km                  | з 12/2009               |
| Електродвигун            |                         |                         |                         |                         |                           |                         |                         |                             |                           |                         |
| 500e                     | Elektromotor            | Elektromotor            | Elektromotor            | 83 kW (111 PS)          | 200 Nm                    | ?                       | ? km/h                  | 18 kWh                      | 0 g/km                    | з 08/2013               |

- П'ятиступінчаста механічна коробка передач (шестиступінчаста механічна коробка передач для 1,4-літрового двигуна)
- Дуалістичний напівавтомат (для двигунів 0,9, 1,2 та 1,4 л)
- Одноступінчастий редуктор на 500e
- 70 кВт тільки з автоматичним пуском/зупинкою
- Значення крутного моменту в дужках вказані для режиму Sport (підвищений тиск наддуву).

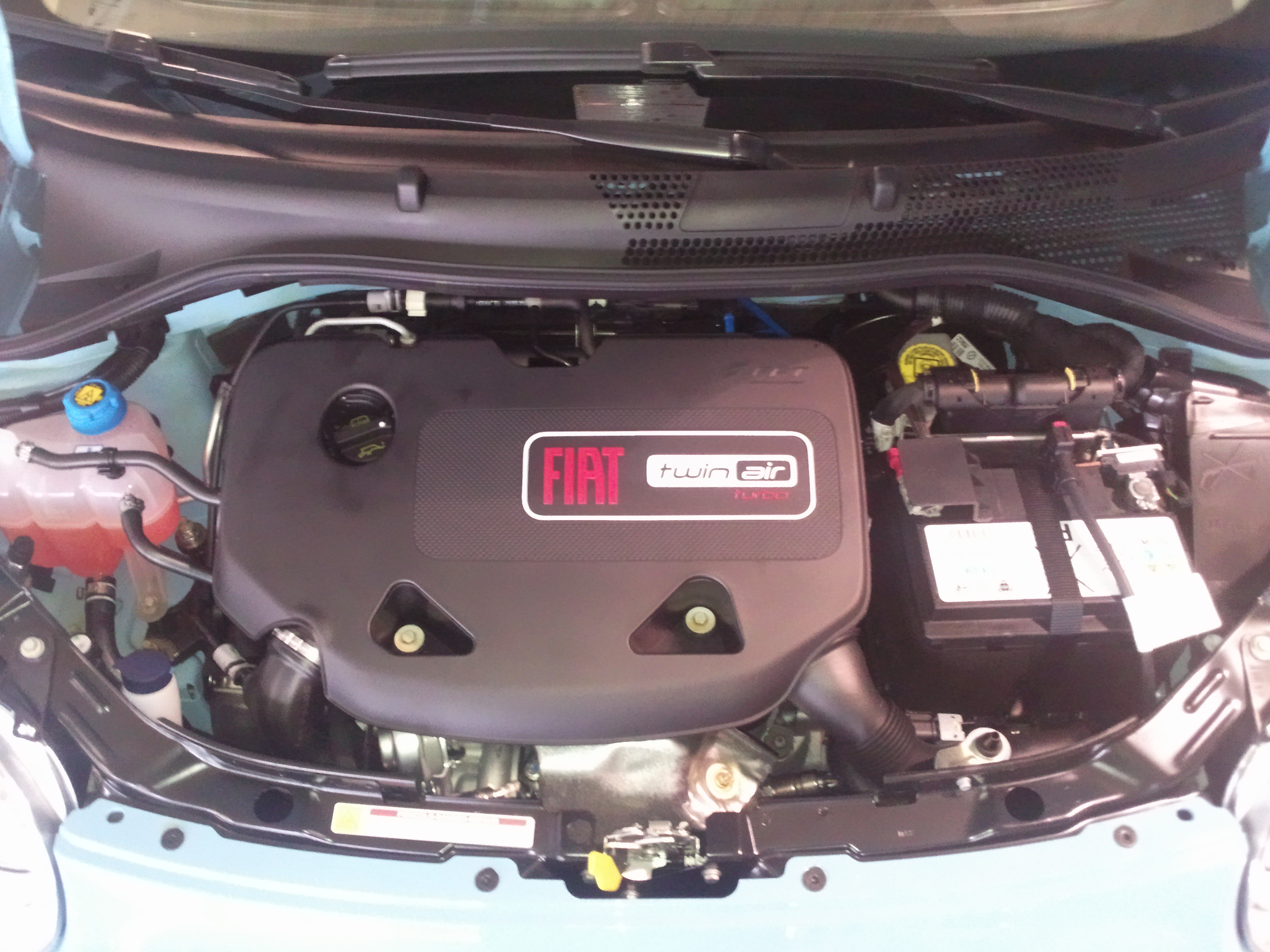
0,9 TwinAir 8V
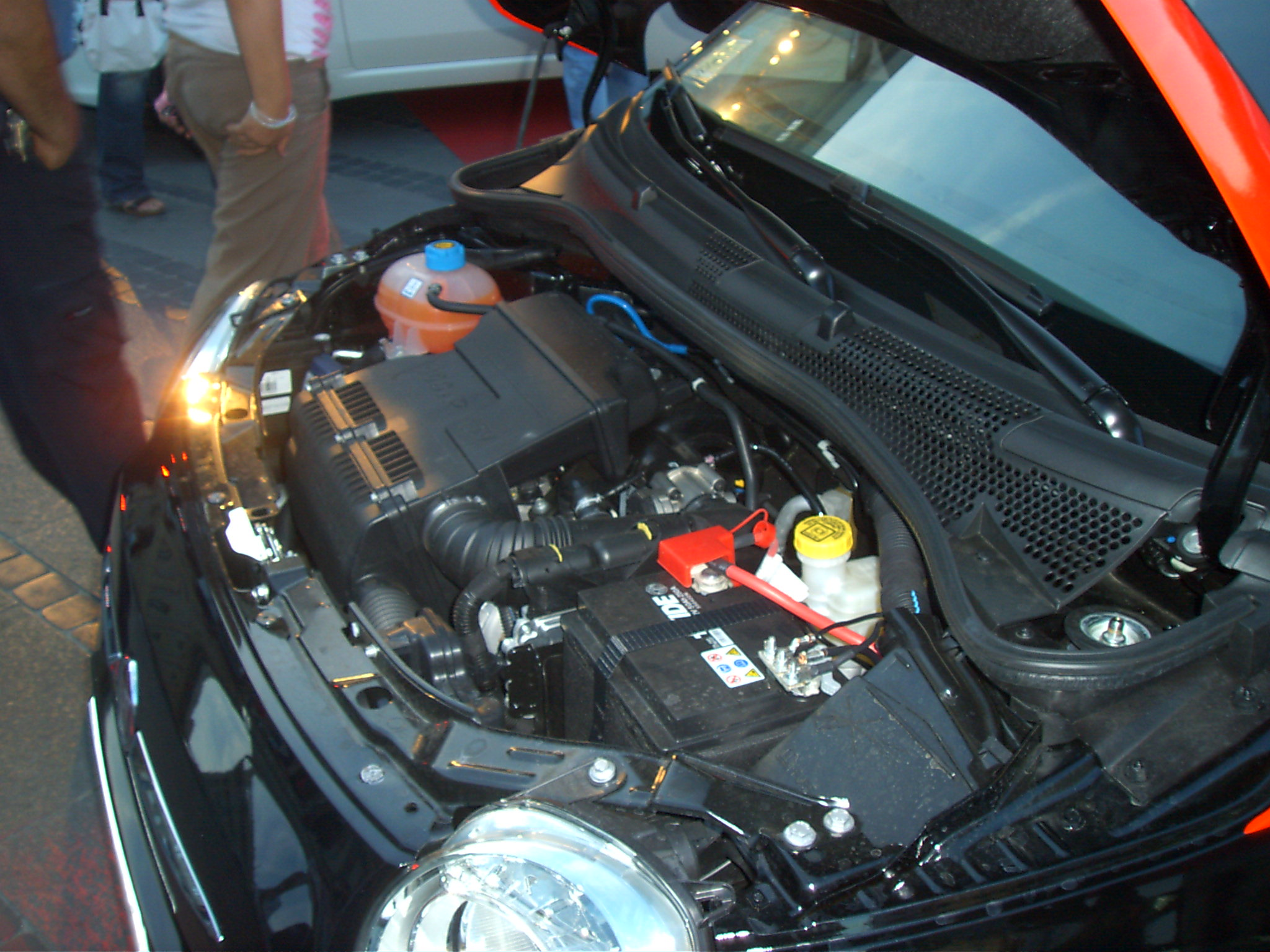
1.2 8V
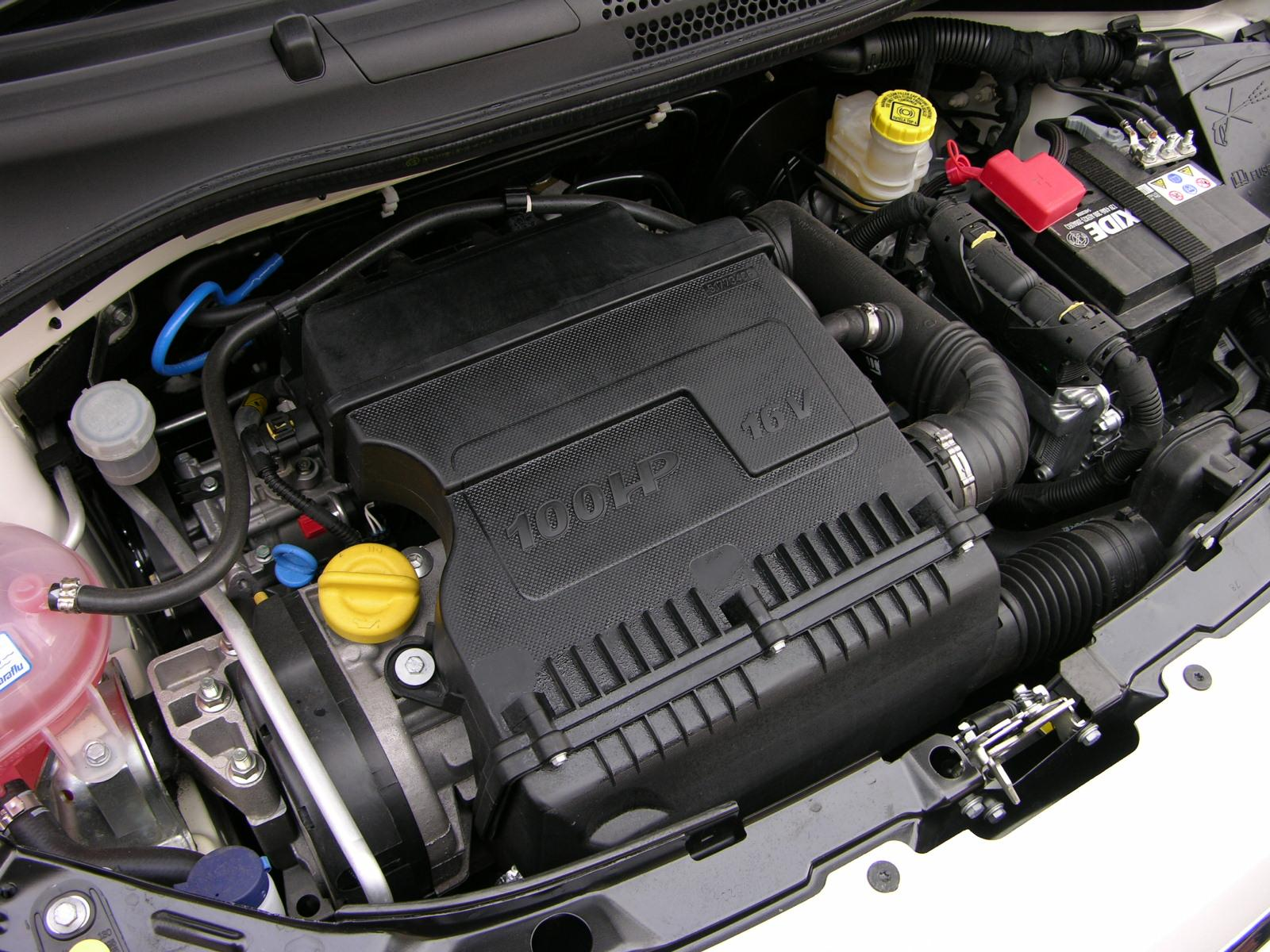
1.4 16V
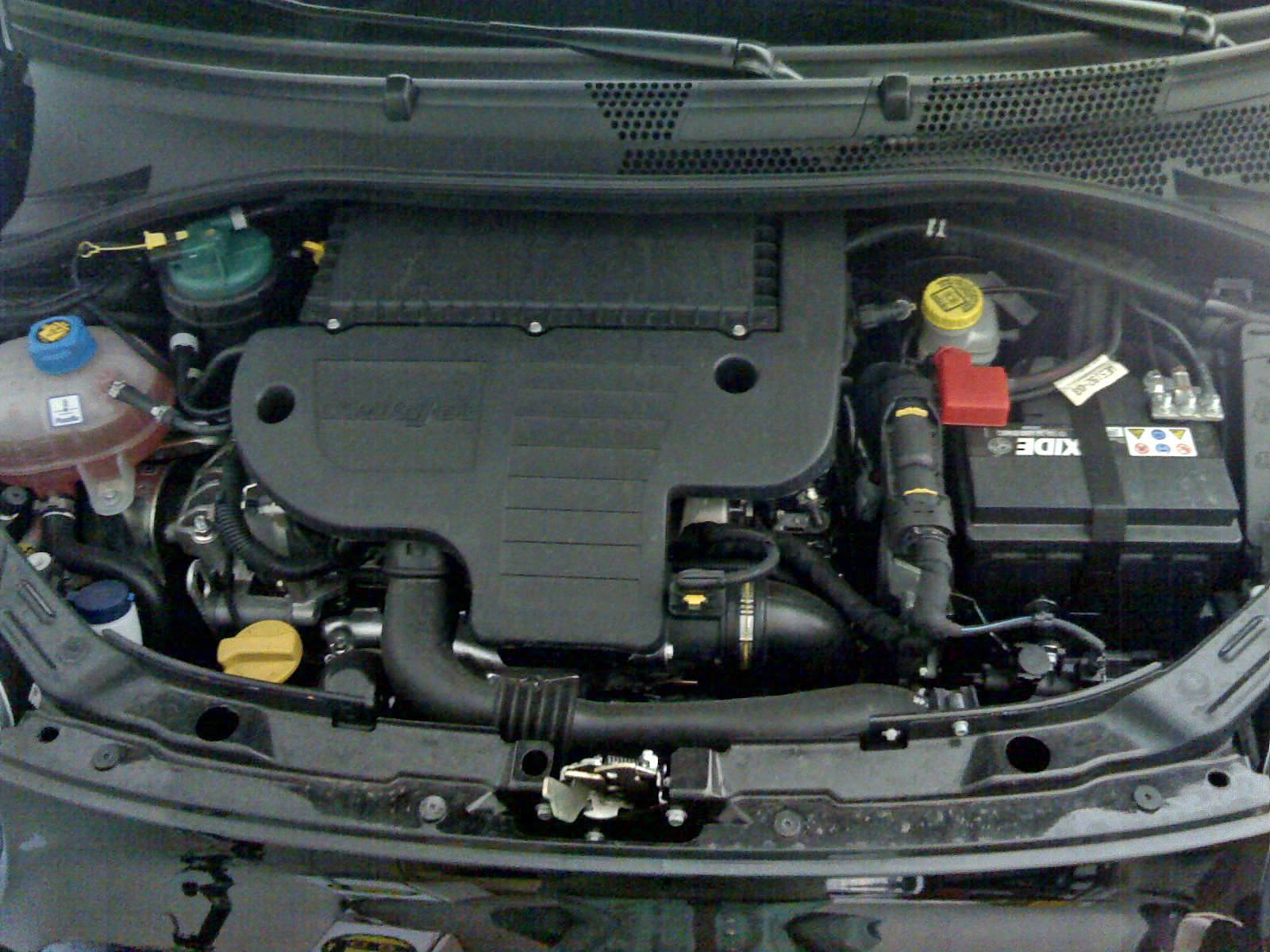
1.3 Multijet 16V

## Додаткове устаткування
Новий Fiat 500 відрізняє високий рівень оснащення і широкі можливості індивідуалізації, завдяки широкій гамі стильних аксесуарів. У списку оснащення Fiat 500 — автоматичний клімат-контроль, система динамічного контролю VDC (ESP) з функцією Hill Holder, скляний панорамний люк SkyWind, зрушуваної сервоприводами, висококласні стереосистеми, у тому числі з програвачем CD/MP3, чейнджером і акустикою Hi-fi, мультимедійна система BLUE & ME, що об'єднала в собі Bluetooth, голосовий набір і MP3-програвач з USB-портом.
Завдяки підсилювачеві Dualdrive тепер можна самостійно регулювати інтенсивність посилення кермового управління: Normal для звичайного руху і City для маневрування в міських умовах.
Fiat 500 володіє унікальним для свого класу рівнем безпеки, що підтверджує вища оцінка за безпеку — п'ять зірок з п'яти за результатами тестів Euro NCAP. 7 подушок безпеки, включаючи унікальну подушку для колін, системи ABS, EBD, FPS і кріплення дитячого сидіння ISOFIX є стандартним обладнанням. Найпотужніші версії мають також систему динамічного контролю ESP з функцією Hill holder.

## Фотогалерея

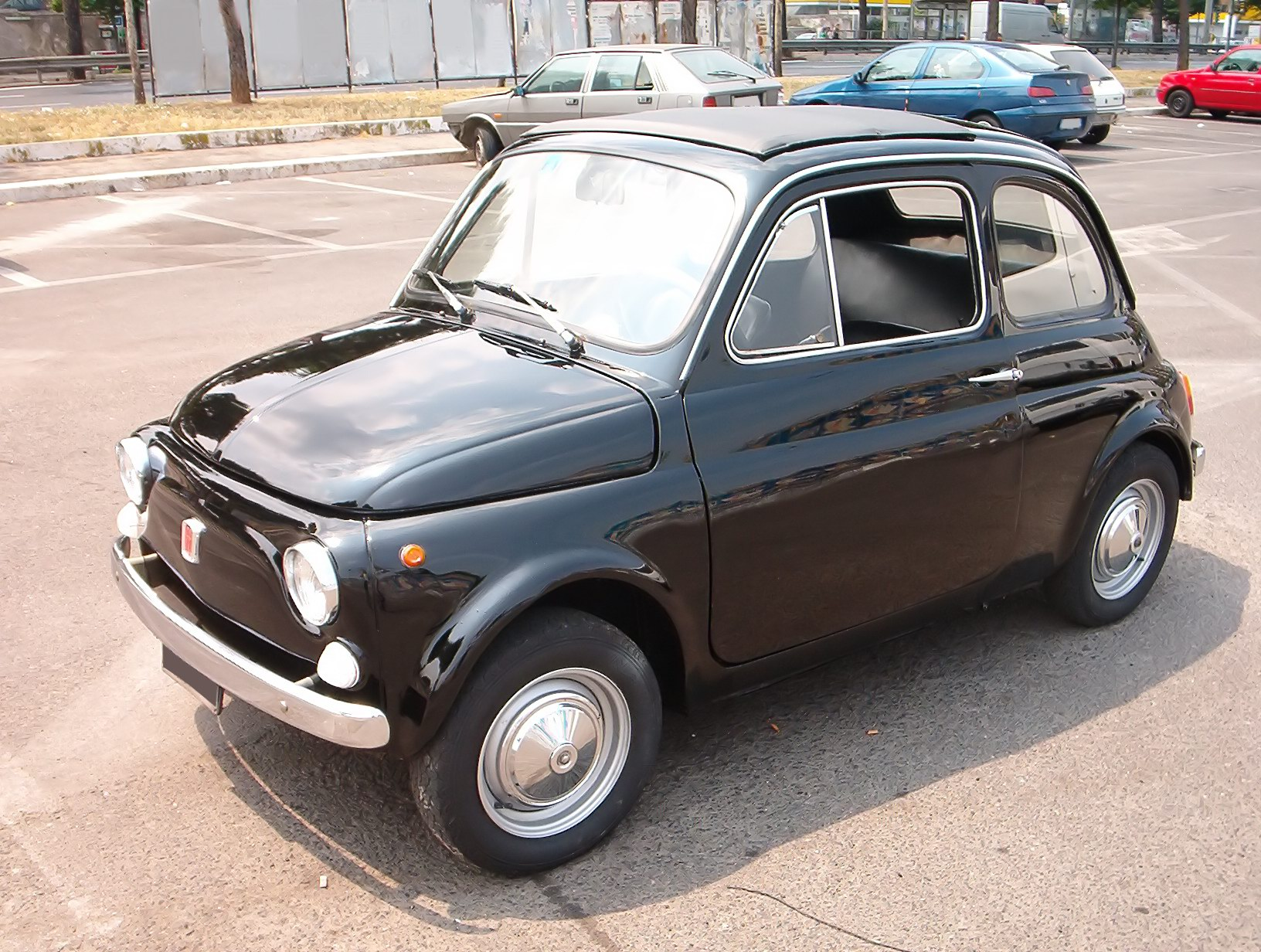
Fiat 500 (1957–1975)
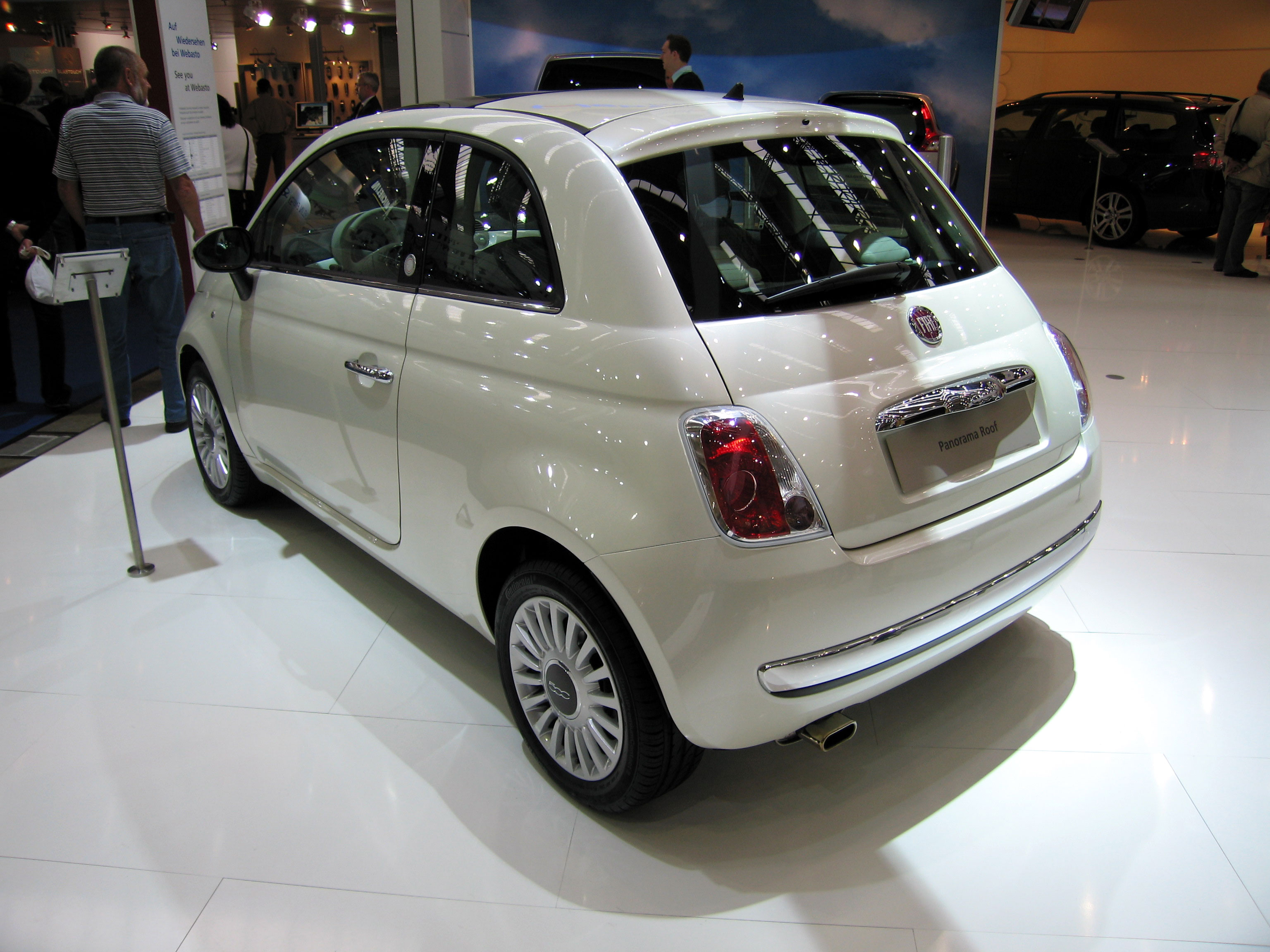
Модель 2007 з панорамним дахом фірми Webasto
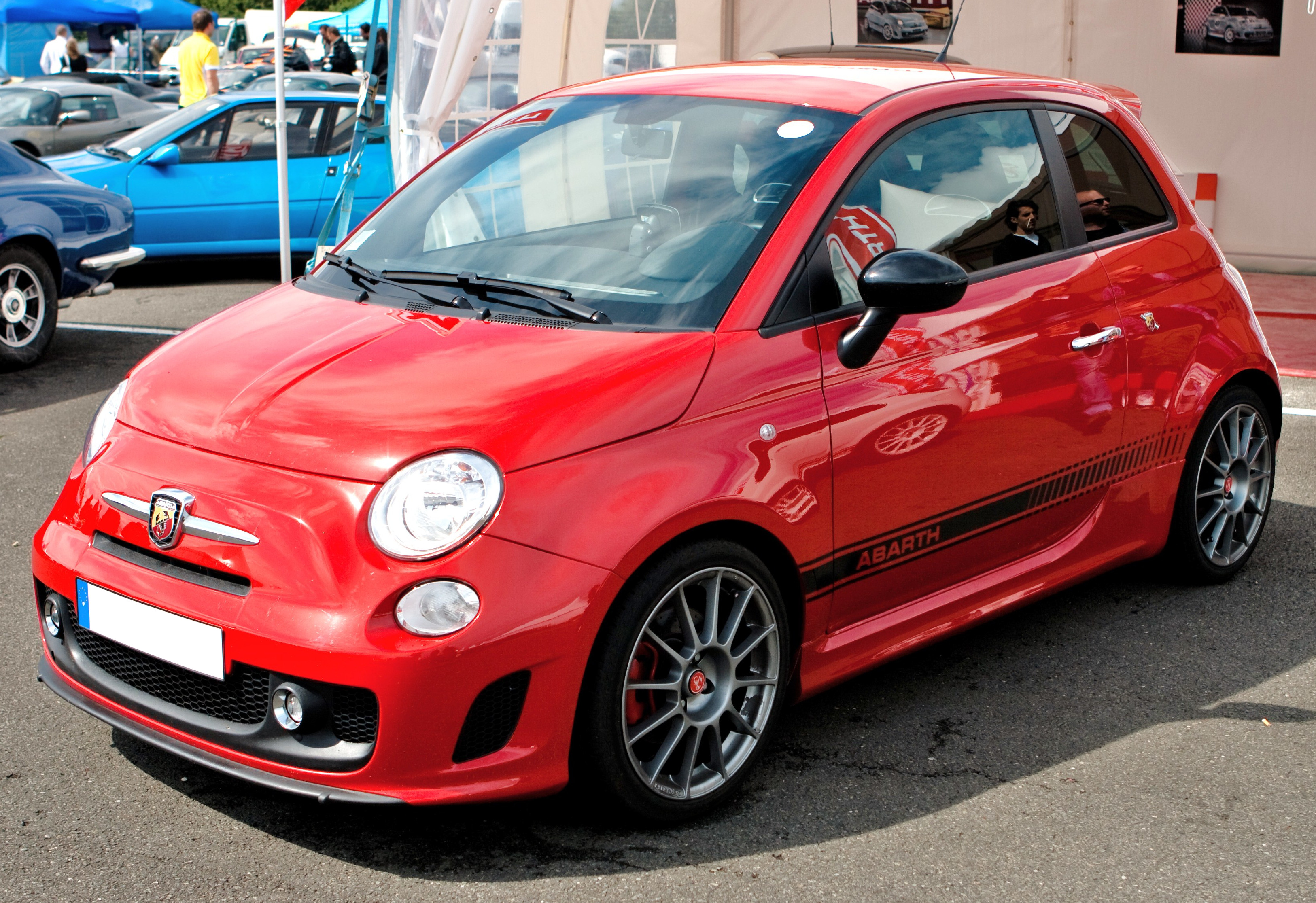
Модель Abarth (з 2008)
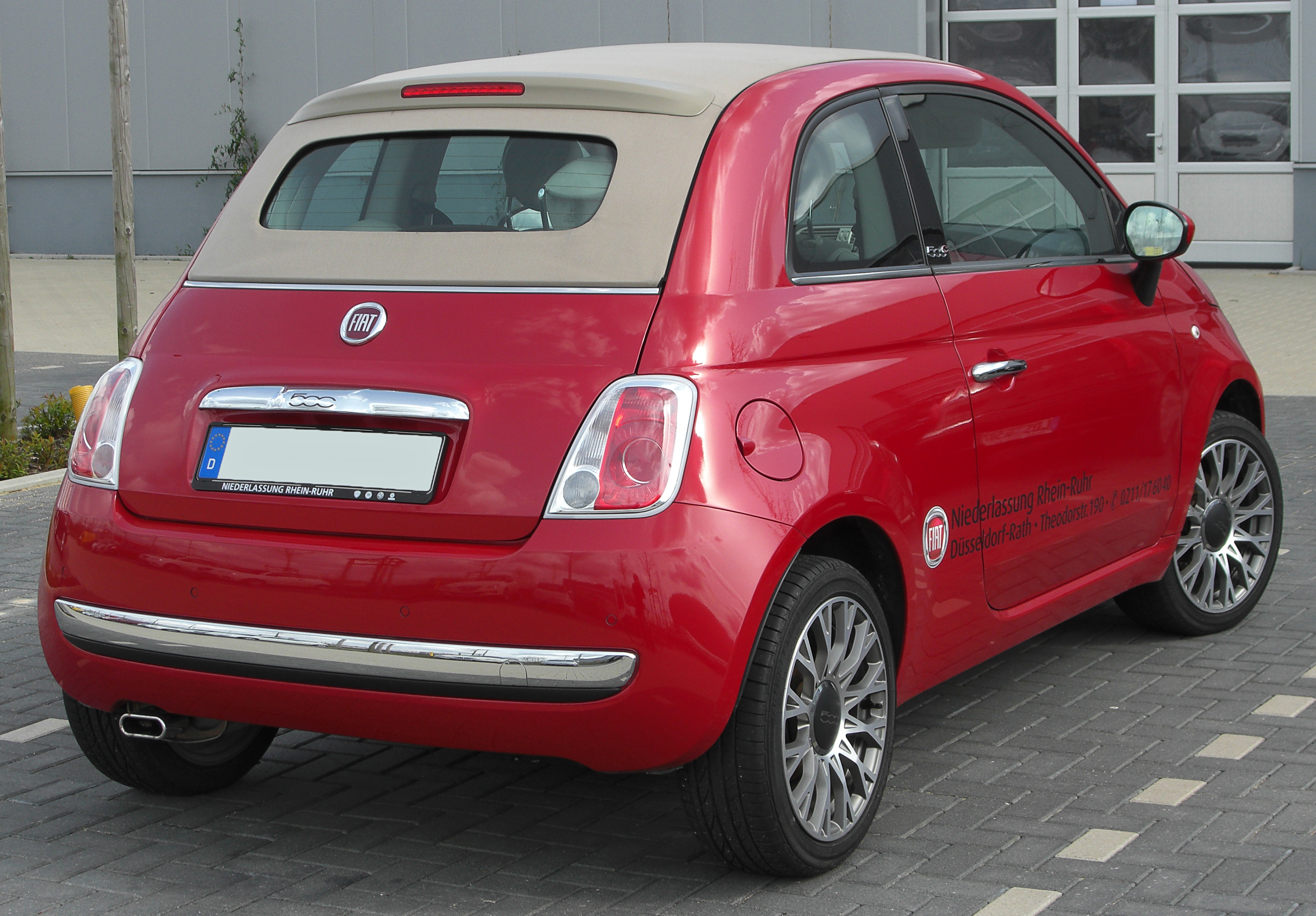
Fiat 500C кабріолет, вид ззаду